# Élections sénatoriales de 1989 dans l'Aube
Les élections sénatoriales dans l'Aube ont lieu le dimanche 24 septembre 1989. 
Elles ont pour but d'élire les sénateurs représentant le département au Sénat pour un mandat de neuf ans.

## Contexte départemental
Lors des élections sénatoriales du 28 septembre 1980 dans l'Aube, un sénateur UDF et un sénateur RPR sont élus, Pierre Labonde et Robert Galley remplacés respectivement par Bernard Laurent à la suite de son décès le 22 novembre 1981 et par Henri Portier à la suite de l'entrée au gouvernement le 1er octobre 1980.
Depuis, tous les effectifs du collège électoral des grands électeurs sont renouvelés, avec les élections législatives de 1988 dans l'Aube, les élections régionales françaises de 1986, les élections cantonales de 1985 et 1988 et les élections municipales françaises de 1989.

## Rappel des résultats de 1980
| Candidat et parti politique | Candidat et parti politique | Candidat et parti politique | Premier tour | Premier tour |
| Candidat et parti politique | Candidat et parti politique | Candidat et parti politique | Voix         | %            |
| --------------------------- | --------------------------- | --------------------------- | ------------ | ------------ |
|                             | Pierre Labonde              | UDF                         | 622          | 74,14        |
|                             | Robert Galley               | RPR                         | 598          | 71,28        |
|                             | Michel Cartelet             | PS                          | 133          | 15,85        |
|                             | Paul Guyon                  | PS                          | 124          | 14,78        |
|                             | Pierre Vinot                | DVD                         | 54           | 6,44         |
|                             | Pierre Rahon                | PCF                         | 50           | 5,96         |
|                             | Sylviane Conchon            | PCF                         | 49           | 5,84         |
|                             |                             |                             |              |              |
| Inscrits                    | Inscrits                    | Inscrits                    | 850          | 100,00       |
| Abstentions                 | Abstentions                 | Abstentions                 | 3            | 0,35         |
| Votants                     | Votants                     | Votants                     | 847          | 99,65        |
| Blancs et nuls              | Blancs et nuls              | Blancs et nuls              | 14           | 0,94         |
| Exprimés                    | Exprimés                    | Exprimés                    | 839          | 99,06        |

## Sénateurs sortants
| Sénateur | Sénateur        | Parti | Fonctions lors de l'élection en 1980                                          |
| -------- | --------------- | ----- | ----------------------------------------------------------------------------- |
|          | Henri Portier   | RPR   |                                                                               |
|          | Bernard Laurent | UDF   | Conseiller général du canton de Marcilly-le-Hayer, maire de Marigny-le-Châtel |

## Candidats
Dans l'Aube, les sénateurs sont élus au scrutin majoritaire à deux tours. 
| Candidats | Candidats            | Parti | Principale fonction |
| --------- | -------------------- | ----- | --- |
|           | Pierre Rahon         | PCF   | Conseiller général, maire de Brienne-le-Château                                                                         |
|           | Jean Lefevre         | PCF   | Conseiller municipal de Troyes                                                                                          |
|           | Jean-Pierre Cherain  | PS    | Conseiller régional, conseiller municipal de Troyes                                                                     |
|           | Jean-Michel Chevrier | PS    | Conseiller général, conseiller municipal de Villenauxe-la-Grande                                                        |
|           | Bernard Laurent      | UDF   | Sénateur sortant, président du Conseil général de l'Aube, conseiller général, conseiller municipal de Marigny-le-Châtel |
|           | Paul Granet          | UDF   | Conseiller régional, conseiller général                                                                                 |
|           | Georges Royer        | UDF   | Conseiller général, conseiller municipal de Saint-André-les-Vergers                                                     |
|           | Henri Portier        | RPR   | Sénateur sortant |
|           | Jacques Delhalle     | RPR   | Conseiller régional, conseiller général, adjoint au maire de Troyes                                                     |
|           | Jacques Rigaud       | RPR   | Conseiller général, maire de Rosières-près-Troyes                                                                       |
|           | Philippe Adnot       | DVD   | Conseiller général du canton de Méry-sur-Seine                                                                          |
|           | Marcel Vezien        | DVD   | Maire de Celles-sur-Ource                                                                                               |
|           | Pierre Lorin         | FN    | Conseiller municipal de Bligny                                                                                          |

## Résultats
Les nouveaux représentants sont élus pour une législature de 9 ans au suffrage universel indirect par les 956 grands électeurs du département.
| Candidat et parti politique | Candidat et parti politique | Candidat et parti politique | Premier tour | Premier tour | Second tour | Second tour |
| Candidat et parti politique | Candidat et parti politique | Candidat et parti politique | Voix         | %            | Voix        | %           |
| --------------------------- | --------------------------- | --------------------------- | ------------ | ------------ | ----------- | ----------- |
|                             | Bernard Laurent             | UDF                         | 337          | 36,04        | 441         | 47,57       |
|                             | Paul Granet                 | UDF                         | 207          | 22,14        | 271         | 29,23       |
|                             | Philippe Adnot              | DVD                         | 202          | 21,60        | 293         | 31,61       |
|                             | Jacques Delhalle            | RPR                         | 193          | 20,64        | 203         | 21,90       |
|                             | Jean-Pierre Cherain         | PS                          | 189          | 20,21        | 222         | 23,95       |
|                             | Jacques Rigaud              | RPR diss.                   | 178          | 19,04        | 142         | 15,32       |
|                             | Henri Portier               | RPR diss.                   | 143          | 15,29        | 80          | 8,63        |
|                             | Jean-Michel Chevrier        | PS                          | 138          | 14,76        | Retrait     | Retrait     |
|                             | Georges Royer               | UDF                         | 71           | 7,59         | Retrait     | Retrait     |
|                             | Marcel Vezien               | DVD                         | 53           | 5,67         | Retrait     | Retrait     |
|                             | Pierre Rahon                | PCF                         | 51           | 5,45         | Retrait     | Retrait     |
|                             | Jean Lefevre                | PCF                         | 38           | 4,06         | Retrait     | Retrait     |
|                             | Pierre Lorin                | FN                          | 8            | 0,86         | Retrait     | Retrait     |
|                             |                             |                             |              |              |             |             |
| Inscrits                    | Inscrits                    | Inscrits                    | 956          | 100,00       | 956         | 100,00      |
| Abstentions                 | Abstentions                 | Abstentions                 | 3            | 0,31         | 5           | 0,52        |
| Votants                     | Votants                     | Votants                     | 953          | 99,69        | 951         | 99,48       |
| Blancs et nuls              | Blancs et nuls              | Blancs et nuls              | 18           | 1,89         | 76          | 2,52        |
| Exprimés                    | Exprimés                    | Exprimés                    | 935          | 98,11        | 929         | 97,48       |